# Ahmad al-Badawi
Aḥmad al-Badawi (en árabe: أحمد البدوي), también conocido como Al-Sayyid al-Badawī o como al-Badawī para abreviar como Shaykh al-Badawi por todos aquellos musulmanes sunitas que veneran a los santos, fue un místico musulmán sunita marroquí del siglo XIII que se hizo famoso como el fundador de la orden de sufismo Badawiyyah tariqah. Originario de Fez, al-Badawi se estableció definitivamente en Tanta, Egipto, en 1236, de donde desarrolló una reputación póstuma como el santo sufí más venerado de Egipto. Como al-Badawi es quizás el más popular de los santos musulmanes en Egipto, su tumba se ha mantenido como un sitio importante de peregrinación para los musulmanes de la región.

## Historia
Según varias crónicas medievales, al-Badawi provenía de una tribu árabe de origen sirio. Musulmán sunita por persuasión, al-Badawi entró en la orden espiritual Rifaiyya (fundada por el reconocido místico y jurista Shafi'i Ahmed al-Rifa'i [muerto en 1182) en sus primeros años, siendo iniciado en la orden de manos de un maestro iraquí en particular. 
Después de un viaje a La Meca, se dice que al-Badawi viajó a Irak, donde se cree según la tradición que su santidad se manifestó a través de los milagros que se dice que realizó. Finalmente, al-Badawi fue a Tanta, Egipto, donde se estableció definitivamente en 1236. Según las diversas biografías tradicionales de la vida del santo, al-Badawi reunió a cuarenta discípulos a su alrededor durante este período, de los cuales se dice que habitaron colectivamente las terrazas de las azoteas de la ciudad, debido a esto su orden espiritual fue informalmente llamada "hombres del techo" (aṣḥāb al-saṭḥ) en lengua vernácula. 
Al-Badawi murió en Tanta en 1276, con setenta y seis años.

## Linaje espiritual
Como cualquier otra orden sufí importante, la orden Badawiyyah tariqah se considera portadora de una cadena espiritual ininterrumpida de conocimiento transmitido que se remonta al profeta del islam Mahoma a través de uno de sus compañeros, que en el caso de Badawiyyah es Ali (m. 661).